# 9515 Дубнер
9515 Дубнер  (9515 Dubner) — астероїд головного поясу, відкритий 5 вересня 1975 року.
Тіссеранів параметр щодо Юпітера — 3,365.